# Castelo de Inuyama
O Castelo de Inuyama (犬山城 inu-yama-jō) localiza-se na cidade de mesmo nome, na província de Aichi, perto de Nagoya, no Japão. E fica na divisa entre duas províncias, Aichi e Gifu.
Também conhecido como Hakutei-jo (Castelo do Imperador Branco), como foi designado pelo discípulo confucionista Sorai Ogyu durante o período Edo, este monumento ergue-se em posição dominante na cota de 40 metros acima do nível do rio Kiso.
O Castelo de Inuyama é um entre os 12 castelos existentes no Japão que foram construídos antes da Era EDO.
Constitui-se em uma sólida estrutura com quatro pavimentos, sendo dois abaixo do solo, com três telhados. Em sua forma atual foi construído por Oda Nobuyasu, avô do grande Senhor da Guerra Oda Nobunaga, em 1537. Uma vez concluído, teve diversos senhores diferentes em rápida sucessão. Após Toyotomi Hideyoshi adquirir domínio sobre esta área, incubiu Ishikawa Sadakiyo de tomar conta do edifício. Depois da derrota de Hideyoshi por Matsudaira Tadayoshi, Ogasawara Yoshitsugu assenhoreou-se do castelo. Em 1616 a família Naruse ficou responsável pela manutenção da estrutura até ao período Meiji.
Após a Restauração Meiji, o governo japonês nacionalizou o monumento em 1869. A sua estrutura foi danificada por um sismo em 1891. O castelo foi, então, devolvido à família Naruse sob a condição de que o reparariam. É por essa razão que este é o único castelo do Japão que é de propriedade privada.
O castelo sobreviveu a todas as guerras por que passou, mantendo-se inalterado desde que foi construído, o que o torna o mais antigo castelo de madeira do Japão. Foi classificado como Tesouro Nacional do país em 1935 e, novamente, em 1952.